# Cal Ferrer Nou
Cal Ferrer Nou és una masia del municipi de Vandellòs i l'Hospitalet de l'Infant (Baix Camp) inclosa en l'Inventari del Patrimoni Arquitectònic de Catalunya juntament amb la capella de Sant Martí de Porres.

## Descripció
Mas conformat en successives reformes i ampliacions, en un conjunt d'edificis de planta rectangular adaptats a l'aterrissament de la muntanya. Havia estat habilitat com a residència d'estiu. Obra de paredat, amb cobertes a dos vessants. Té adossada una capella construïda en l'interior d'una torre bastida en paredat, rematada per merlets. Tant aquests com la forma apuntada de la porta -fals arc- i una llarga finestra en forma d'espitllera han estat força restaurats imitant l'estil medieval que, de tota manera, semblaria la readaptació d'una primitiva torre de defensa preexistent -probablement del segle xvi, com la que es troba en ruïnes més amunt de la muntanya- de la qual el pis superior s'hauria refet totalment.

## Història
El poble de Gavadà, actualment abandonat, amb només quatre habitatges útils l'any 1970, havia arribat a tenir 123 habitants l'any 1900 i no va arribar mai a tenir església ni cementiri propis. L'actual propietari de Cal Ferrer Nou, hi feu importants obres de rehabilitació l'any 1972, segons consta a la façana, entre les quals destaca la capella dedicada a Sant Martí de Porres, d'advocació moderna. La zona ha estat afectada posteriorment per un incendi que va afectar greument els boscos de l'entorn del poble i el mas.